# Polydesma hildebrandti
Polydesma hildebrandti là một loài bướm đêm trong họ Erebidae.